# Droga wojewódzka 109
Die Droga wojewódzka 109 (DW 109) ist eine Woiwodschaftsstraße. Sie verbindet das Ostseebad Mrzeżyno (Deep) in der Streckenführung über Trzebiatów (Trepzow an der Rega) und Gryfice (Greifenberg) mit Płoty (Plathe) an der Landesstraße (DK) 6. Die Gesamtlänge der Straße beträgt 40 Kilometer.
Die DW 109 verläuft in Nord-Süd-Richtung innerhalb der Woiwodschaft Westpommern durch den Landkreis Gryfice. Zwischen Trzebiatów (Treptow an der Rega) und Plathe verläuft die DW 109 auf der Trasse der ehemaligen Reichsstraße 161, die von Kolberg (Kołobrzeg) über Treptow (Rega) (Trzebiatów), Greifenberg (Gryfice), Plathe (Płoty) und Regenwalde (Resko) nach Labes (Łobez) führte.

## Straßenverlauf
Woiwodschaft Westpommern

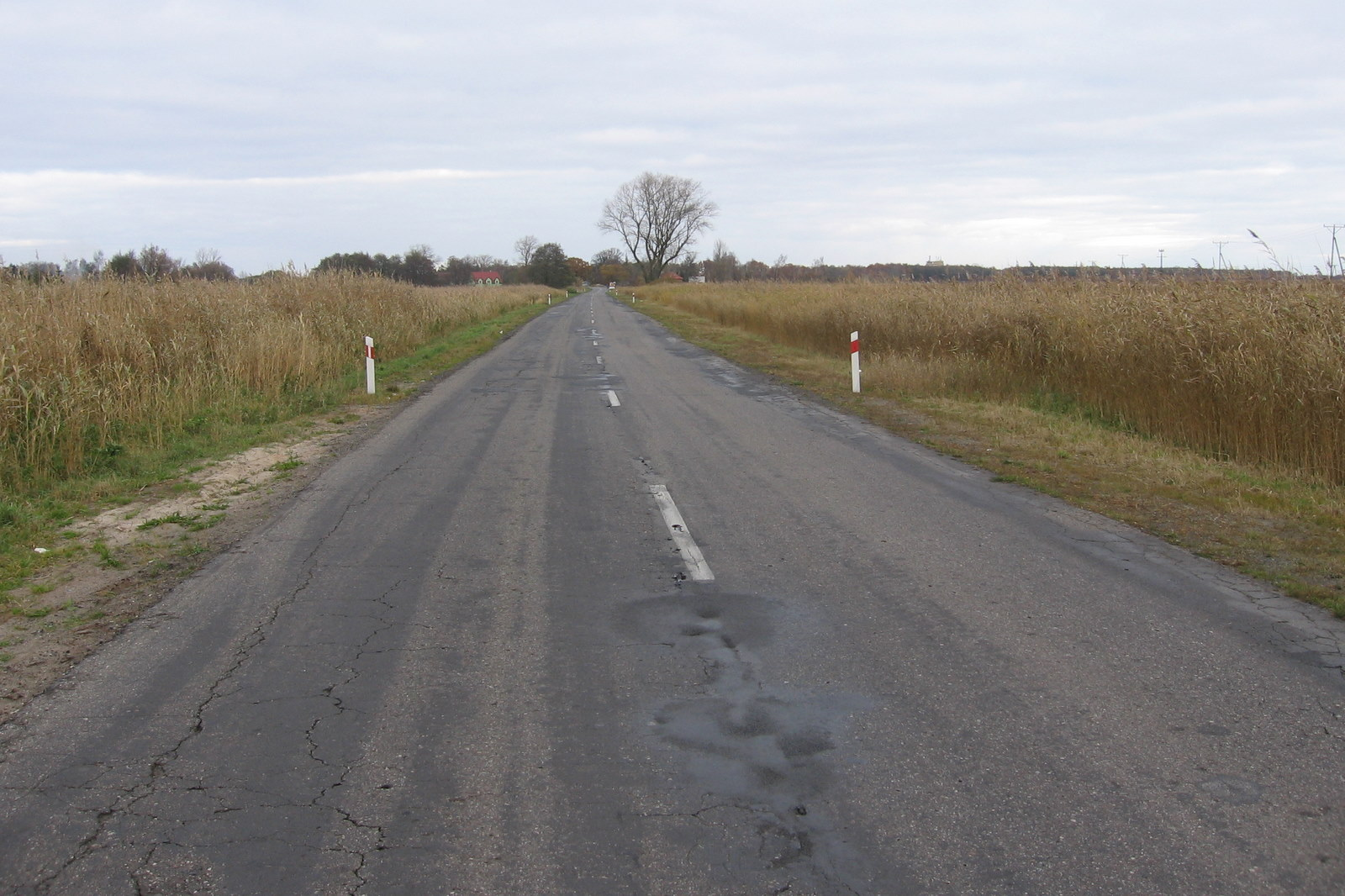
Straßenabschnitt der DW 109 bei Mrzeżyno

- Powiat Gryficki (Kreis Greifenberg)
  - Mrzeżyno (Deep)

- ~ Stara Rega (Alte Rega) ~
  - Trzebusz (Triebs)
  - Nowielice (Neuhof)
  - Trzebiatów (Treptow (Rega)) (DW102 → Rewal (Rewahl) – Dziwnówek (Walddievenow) – Międzyzdroje (Misdroy) bzw. → Bogusławiec (Charlottenhof) – Kołobrzeg (Kolberg) und DW 103 → Cerkwica (Zirkwitz) – Kamień Pomorski (Cammin/Pommern))

- ~ Rega ~
  - Kłodkowo (Klätkow)
  - Górzyca (Görke an der Rega)

- X Staatsbahnlinie 402: Goleniów (Gollnow) – Koszalin (Köslin) X
  - Gryfice (Greifenberg) (DW 105 → Świerzno (Schwirsen) bzw. → Brojce (Broitz) – Rzesznikowo (Reselkow) und DW 110 → Cerkwica (Zirkwitz) – Lędzin (Lensin))

- X Kleinbahnlinie: Gryfice – Brojce (Broitz) – Trzebiatów – Niechorze (Seebad Horst) – Rewal (Rewahl) – Popiele (Chausseehaus) X
  - Barkowo (Barckow)
  - Płoty (Plathe)

- X Staatsbahnlinie 420: Wysoka Kamieńska (Wietstock) – Worowo (Wurow) X

(DK 6 = Europastraße 28 → Nowogard (Naugard) – Goleniów (Gollnow) – Szczecin (Stettin) – Kołbaskowo (Kolbitzow)/Deutschland (Bundesautobahn 11 Richtung Berlin) bzw. → Koszalin (Köslin) – Słupsk (Stolp) – Gdynia (Gdingen) – Pruszcz Gdański (Praust) und DK 108 → Golczewo (Gülzow) – Parłówko (Parlowkrug) und DW 152 → Resko (Regenwalde) – Świdwin (Schivelbein) – Buślary (Buslar))